# Sándor Pál (politikus)

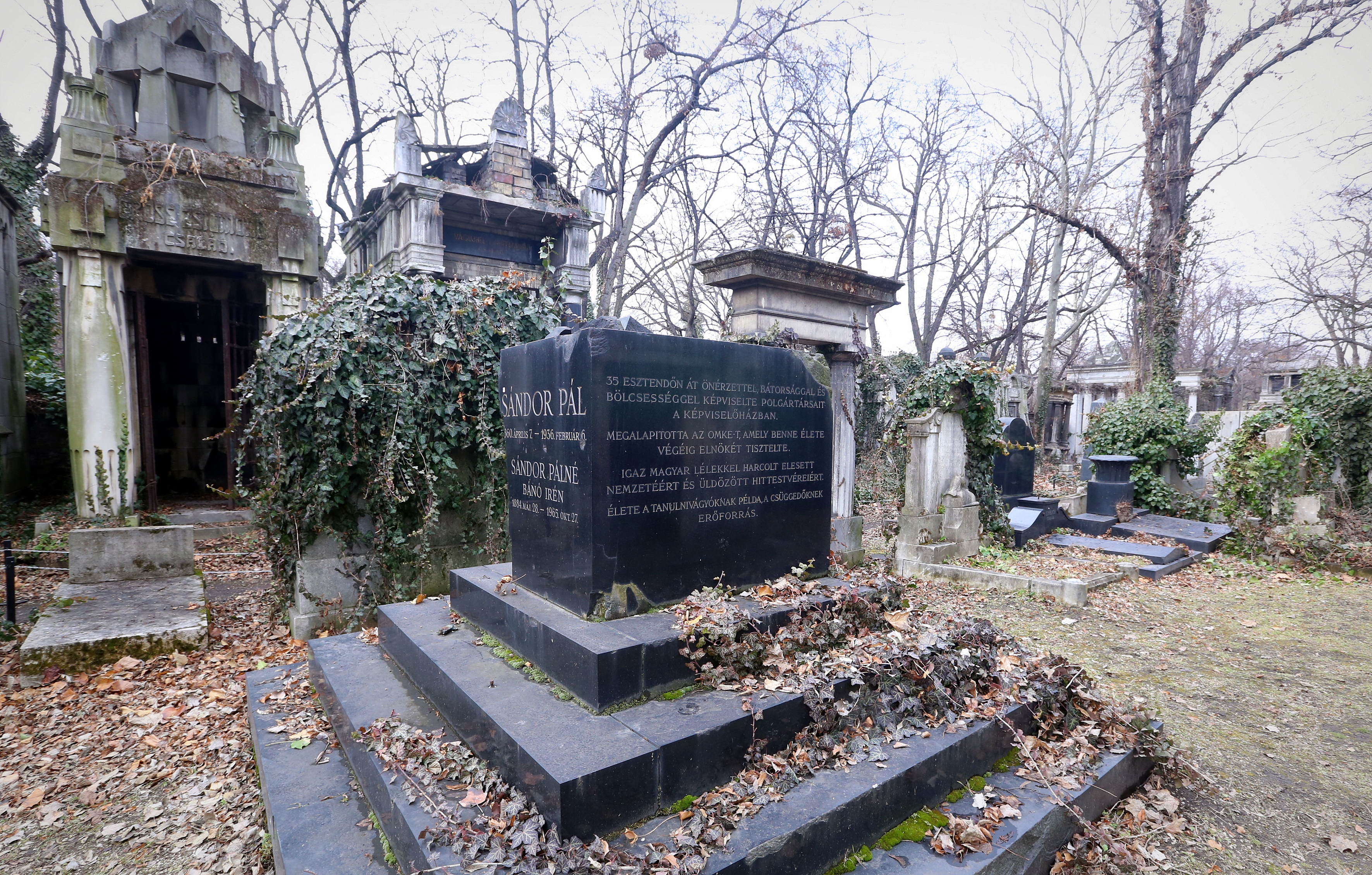
Sándor Pál síremléke a Salgótarjáni utcai zsidó temetőben

Sándor Lipót Pál (1898-ig Schlesinger Pál) (Hódmezővásárhely, 1860. április 17. – Budapest, 1936. február 6.) politikus, gazdasági szakember, a Nemzeti Tanács tagja, 1901-től a nép- majd tanácsköztársaság idejét kivéve 35 éven át folyamatosan ország- illetve nemzetgyűlési képviselő. Bánó Irén opera-énekesnő férje, Kodály Zoltánné Sándor Emma testvére.

## Életrajza
Izraelita családba született. Apja Schlesinger Mór, édesanyja Deutsch Katalin voltak. Tanulmányait Budapesten és Drezdában a helyi szabadkőműves intézetben végezte, érettségit a budapesti kereskedelmi akadémián tett, majd a családi vállalkozásban, a Schlesinger és Polákovics gabonakereskedő vállalatnál helyezkedett el. Miután a kötelező katonai szolgálatot teljesítette, a cég 21 éves korában Antwerpenbe küldte tanulmányozni a modern üzletvitelt, ahonnét apja betegségének a hírére hazatért és átvette a vállalkozás vezetését. 1904-ben alapító elnöke volt az Országos Magyar Kereskedelmi Egyesülésnek, aminek haláláig vezére maradt. 1912-ben a családi cégben betöltött pozíciójáról lemondott, mert kinevezték a Budapesti Közúti Villamosvasút Rt. vezérigazgatójává. Mikor a céget 1920-ban közüzembe vették, állásáról lemondott. 1927-ben világkörüli utazást tett, aminek élményeit a Pester Lloydban tette közzé. Haláláig jelentős szerepet töltött be a magyar kereskedelmi életben, aminek az egyik legfőbb ösztönzői, fejlődésének előmozdítói közé tartozott. 
Először az 1896-os választások során lépett fel képviselőjelöltként, de nem választották meg. 1901-ben újból próbálkozott, immáron sikeresen. Innentől kezdve minden soros országgyűlési választáson a parlamentbe jutott. Az őszirózsás forradalom győzelmekor visszavonult a politikai élettől. A kommunisták 1919-es hatalomra jutásukat követően üldözőbe vették és előbb a Markó utcai fegyházba, majd a Budapesti Gyűjtőfogházba zárták, ahonnét csak a kommün bukásával szabadult. Ekkor egyúttal a közéletbe is visszatért.
1896 és 1905 között Szabadelvű Párti, 1906 és 1910 között pártonkívüli, 1910 és 1918 között Nemzeti Munkapárti, 1919 és  1926 között újfent pártonkívüli (liberális) 1926-ban Független Nemzeti Demokrata Párti, majd 1926-tól 1931-ig ismét pártonkívüli liberális, végül pedig 1931-től haláláig Nemzeti Szabadelvű Párti (ezt 1935-ben átnevezték Polgári Szabadságpárttá) képviselő volt. 1919-től kezdve minden alkalommal valamely liberális párt vagy pártszövetség (pl. Szabadelvű és Demokratikus Ellenzék) listáján, vagy egyéni képviselőjelöltjeként indult és szerzett mandátumot. 1935-ben Gömbös Gyula miniszterelnök felkérésére elfogadta a képviselőház korelnöki szerepét (aminek egyébként valóban legidősebb és egyben legrégibb tagja volt). A parlamentben a kereskedelmi ügyek mellett többször is felszólalt a magyarországi zsidóság védelmében és a hitközségi életben is aktívan részt vett. 1936. február 6-án hunyt el.